# Mistrzostwa Europy Juniorów w Boksie 1974
Mistrzostwa Europy juniorów w boksie 1974 – 3. edycja mistrzostw Europy juniorów. Rywalizacja miała miejsce w Kijowie w ówczesnym Związku Radzieckim. W turnieju mogli wziąć udział tylko zawodnicy z Europy. Rywalizacja odbywała się w 11 kategoriach wagowych, a trwała od 1 do 9 czerwca.

## Medaliści
| Kategoria wagowa                | Złoto                       | Srebro                  | Brąz                                                |
| Waga papierowa (-48 kg)         | Ołeksandr Tkaczenko ZSRR    | Charlie Magri Anglia    | Paul Dragu Rumunia · Zoltán Vig Węgry               |
| Waga musza (-51 kg)             | Wiktor Rybakow ZSRR         | Ilija Ganuszew Bułgaria | Wolfgang Liebing NRD · Zoran Stefanović Jugosławia  |
| Waga kogucia (-54 kg)           | Caczo Andrejkowski Bułgaria | Feliks Pak ZSRR         | Leszek Kosedowski Polska · Carlo Raucci Włochy      |
| Waga piórkowa (-57 kg)          | Władimir Sorokin ZSRR       | Rumen Peszew Bułgaria   | George Gilbody Anglia · Ace Rusevski Jugosławia     |
| Waga lekka (-60 kg)             | Walerij Limasow ZSRR        | Cwetan Cwetkow Bułgaria | Florian Ghiță Rumunia · Henryk Świderski Polska     |
| Waga lekkopółśrednia (-63,5 kg) | Nikołaj Sigow ZSRR          | René Müller NRD         | Carol Hajnal Rumunia · Kazimierz Szczerba Polska    |
| Waga półśrednia (-67 kg)        | Michaił Byczkow ZSRR        | Tadija Kačar Jugosławia | Kirkland Laing Anglia · Kalevi Tervalahti Finlandia |
| Waga lekkośrednia (-71 kg)      | Władimir Danszyn ZSRR       | Cosimo Carbone Włochy   | Vasile Didea Rumunia · Detlef Straßburg NRD         |
| Waga średnia (-75 kg)           | Dieter Jende NRD            | Pavel Istrate Rumunia   | Erick Kopeck Francja · Aleksandr Krupin ZSRR        |
| Waga półciężka (-81 kg)         | Costică Dafinoiu Rumunia    | Michaił Kruc ZSRR       | Aleksandyr Janakiew Bułgaria · Dietmar Ries NRD     |
| Waga półciężka+ (+81 kg)        | Krasimir Maszew Bułgaria    | Siergiej Plisow ZSRR    | Dietmar Mayer NRD · Reinaldo Pelizzari Włochy       |